# Mogi Mirim Esporte Clube
Maillots
Actualités
Dernière mise à jour : 15 avril 2020.
Le Mogi Mirim Esporte Clube est un club brésilien de football basé à Mogi Mirim dans l'État de São Paulo.

## Histoire
De 2008 à 2015, son président a été Rivaldo, champion du monde en 2002 avec la Seleção.

## Palmarès
- Campeonato Paulista Série A2 : 1985, 2000
- Campeonato Paulista do Interior : 2012

## Anciens joueurs
- Branco
- Giovanni
- Rivaldo
- Denílson
- Mariusz Piekarski
- 🇯🇵 Hiroki Sakai

## Entraîneurs du club
- 2001 :  Adílson